# Gindanes
Gindanes es un género de lepidópteros ditrisios de la subfamilia Pyrginae  dentro de la familia Hesperiidae.

## Especies
- Gindanes bora (Evans, 1953) au Brasil
- Gindanes brebisson (Latreille, [1824]) norte de Sudamérica
  - Gindanes brebisson brebisson au Brasil
  - Gindanes brebisson brebna Evans, 1953 en Bolivia.
  - Gindanes brebisson panaetius (Godman & Salvin, 1895)  en Nicaragua,  Panamá y México.
  - Gindanes brebisson phagesia (Hewitson, 1868)  au Brasil
- Gindanes brontinus (Godman et Salvin, 1895) en Nicaragua y México.
  - Gindanes brontinus brontinus  en Nicaragua.
  - Gindanes brontinus bronta (Evans, 1953) en Perú.